# Kofi Mensah
Kofi Mensah (Koforidua, 8 maart 1978) is een Ghanees-Nederlands voormalig voetballer die als verdediger speelde.
Mensah speelde in de jeugd bij SC Voorland en vanaf zijn dertiende bij Ajax en kwam in het seizoen 1996/1997 bij het eerste team. Hij speelde er 21 competitiewedstrijden. In het seizoen 1999/2000 werd hij verhuurd aan NAC, dat destijds in de eerste divisie speelde. De club nam hem over en hij speelde tot medio 2003 in Breda. Na een seizoen bij ADO Den Haag ging hij in 2004 naar Cyprus. Hij speelt er zes wedstrijden voor Anorthosis Famagusta. In 2006 speelde hij op amateurbasis in de eerste divisie voor FC Omniworld. Hierna vond Mensah geen club meer.
Mensah was Nederlands jeugdinternational. Na zijn spelersloopbaan werd hij jeugdtrainer. Is sinds 2017 actief als jeugdtrainer bij Almere City.

## Carrière
| Seizoen | Club                 | Wedstrijden | Doelpunten | Competitie     |
| 1996/97 | AFC Ajax             | 1           | 0          | Eredivisie     |
| 1997/98 | AFC Ajax             | 5           | 0          | Eredivisie     |
| 1998/99 | AFC Ajax             | 15          | 0          | Eredivisie     |
| 1999/00 | AFC Ajax             | 0           | 0          | Eredivisie     |
| 1999/00 | NAC Breda            | 11          | 0          | Eerste Divisie |
| 2000/01 | NAC Breda            | 14          | 0          | Eredivisie     |
| 2001/02 | NAC Breda            | 13          | 0          | Eredivisie     |
| 2002/03 | NAC Breda            | 11          | 0          | Eredivisie     |
| 2003/04 | ADO Den Haag         | 14          | 0          | Eredivisie     |
| 2004/05 | Anorthosis Famagusta | 6           | 0          | A Divizion     |
| 2005/06 | FC Omniworld         | 6           | 0          | Eerste Divisie |
| Totaal  | Totaal               | 96          | 0          |                |